# Apeiba schomburgkii
Apeiba schomburgkii är en malvaväxtart som beskrevs av Szyszyl.. Apeiba schomburgkii ingår i släktet Apeiba och familjen malvaväxter. Inga underarter finns listade i Catalogue of Life.